# World of Tanks
World of Tanks är ett fordonsstridsspel MMO utvecklat av det belarusiska företaget Wargaming. Det innehåller stridsfordon från början av 1920-talet till runt 1960-talet. 
Det är byggt på en "freemium"-affärsmodell (även känt som: free-to-play) där spelet är gratis att spela, men deltagarna har även möjlighet att betala en avgift för användning av "premiumfunktioner". Fokus ligger på matcher spelare mot spelare där varje spelare styr ett bepansrat fordon, vilket kan vara en lätt stridsvagn, medeltung stridsvagn, tung stridsvagn, pansarvärnskanonvagn eller bandhaubits. World of Tanks debuterade som e-sportsspel på World Cyber Games 2012.
Den 10 juni 2013 meddelades att World of Tanks var på väg till Xbox Live Arcade med lanseringsdatum 12 februari 2014. Xbox 360 spelare kommer att använda separata servrar från Windows-version och spelare i varje version kommer att ha separata konton. Xbox 360-versionen utvecklas av Wargaming West studio (separat från Windows-versionen). En Xbox-version har också aviserats för en 2015 release. World of Tanks har också nyligen expanderat till mobila plattformar under namnet World of Tanks Blitz, förutom ett brädspel med titeln World of Tanks Rush och ett samlarkortspel med titeln World of Tanks: Generals.